# Атхатай
Атхатай (рос. Атхатай) — селище Заіграєвського району, Бурятії Росії. Входить до складу Сільського поселення Старо-Брянське.
Населення — 224 особи (2015 рік).